# Emický princip
Emický princip byl zaveden strukturalismem. Jedná se o důsledné rozlišování mezi dvěma typy či úrovněmi analýzy jazykových sdělení. Jazyková sdělení se skládají z konkrétních, reálně se vyskytujících, segmentů (zvuky, slovní tvary, slova). Těmto segmentům odpovídají na abstraktní úrovni prvky inventáře neboli jednotky systému.
Obě úrovně se liší terminologicky. Např. konkrétní zvukové jednotky se nazývají fony, ale systémové jednotky abstraktní úrovně se nazývají fonémy. Podobně v morfologii odpovídají konkrétním morfům abstraktní morfémy. Konkrétním slovům odpovídají abstraktní lexémy, atd. Vztah mezi abstraktní systémovou jednotkou a konkrétním segmentem je vztahem realizace či reprezentace.